# 沙克峰
68°3′S 62°41′E / 68.050°S 62.683°E
沙克峰（英語：Shark Peak）是南極洲的山峰，位於麥克羅伯特森地，屬於弗拉姆山脈的一部分，處於范哈爾森冰原島峰西南面6公里，挪威製圖師根據該國探險隊拍攝的空中照片繪入地圖，現時由南極條約體系管理。